# Pronunciamiento de Torrijos
El pronunciamiento de Torrijos fue un pronunciamiento encabezado por el general y político liberal José María Torrijos que tuvo lugar en 1831 en España al final del reinado de Fernando VII y cuyo objetivo era poner fin al absolutismo y restaurar la Constitución de 1812. Torrijos desembarcó en la costa de Málaga procedente de Gibraltar el 2 de diciembre de 1831 junto a sesenta hombres que lo acompañaban, pero cayeron en la trampa que les habían tendido las autoridades absolutistas y fueron detenidos. Nueve días después, el 11 de diciembre, Torrijos y 48 de sus compañeros supervivientes fueron fusilados sin juicio previo en la playa de San Andrés de Málaga, un hecho que quedó inmortalizado por un soneto de José de Espronceda titulado A la muerte de Torrijos y sus compañeros y por un famoso cuadro que pintó en 1888 Antonio Gisbert.

## Antecedentes
José María Torrijos y Uriarte (Madrid, 20 de marzo de 1791 – Málaga, 11 de diciembre de 1831) combatió en la Guerra de Independencia española y tras la restauración del absolutismo por Fernando VII en 1814 participó en el pronunciamiento de Juan Van Halen de 1817 que pretendía restablecer la Constitución de 1812, por lo que pasó dos años en prisión hasta que fue liberado tras el triunfo del pronunciamiento de Riego en 1820. Volvió a combatir a los franceses cuando los Cien Mil Hijos de San Luis invadieron España para restablecer el poder absoluto de Fernando VII y cuando aquellos triunfaron poniendo fin al Trienio Liberal se exilió a Inglaterra. 
Pocos meses después de llegar Torrijos a Londres, los exiliados liberales españoles más radicales crearon el 1 de febrero de 1827 una Junta directiva del alzamiento en España que fue presidida por Torrijos, convertido así en máximo dirigente de este sector liberal "exaltado" que se había distanciado de las posiciones más moderadas de Francisco Espoz y Mina, hasta entonces el líder de los liberales exiliados en Inglaterra y que por entonces era bastante escéptico sobre las posibilidades de éxito de un pronunciamiento en España contra el absolutismo de Fernando VII.
Uno de los apoyos más entusiastas que encontró Torrijos fueron los jóvenes románticos y radicales ingleses integrados en la sociedad estudiantil de los Apóstoles de Cambridge fundada por Alfred Tennyson, futuro poeta oficial de la sociedad victoriana, y John Sterling, hijo del director del periódico The Times. Algunos de ellos participaron activamente en la conspiración que estaba preparando, realizando algunas misiones para él. Además gracias a Sterling conoció al joven irlandés Robert Boyd, exoficial británico que acababa de regresar de la guerra de independencia griega, quien inmediatamente se incorporó a la conspiración y aportó las cinco mil libras que acababa de heredar, en un momento en que Torrijos estaba pasando apuros económicos a causa de la ayuda que estaba prestando a los liberales españoles y portugueses que huían del recrudecimiento de la represión absolutista en ambos países -había tenido que vender objetos personales muy queridos, como su colección de minerales y monedas raras-. Robert Boyd sería fusilado junto a Torrijos en la playa de Málaga -aparece en el centro del cuadro de Antonio Gisbert- y su primo John Sterling quedó muy trastornado cuando se enteró de su ejecución y la de Torrijos.
Para financiar el pronunciamiento Torrijos, además de la aportación de Boyd, consiguió algún dinero del gobierno mexicano y cinco mil francos de los liberales franceses a través de su amigo el general Lafayette.

## Desarrollo

### El plan

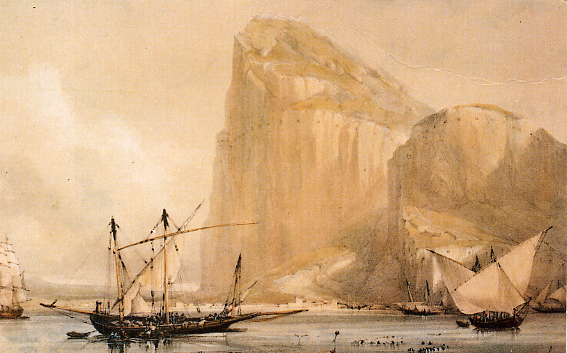
El peñón de Gibraltar durante los tiempos de Torrijos.

En mayo de 1830 Torrijos expuso su plan para la insurrección consistente en la penetración "en circunferencia" en la Península para atacar el centro, Madrid, desde diversos puntos, que se iniciaría con el "rompimiento", es decir, con la entrada en España de los conjurados en Londres encabezados por él mismo y que sería la señal para el levantamiento. Torrijos estaba convencido de que «la nación estaba dispuesta para un cambio» y confiaba «en los liberales del interior de España, quienes, desde diversos puntos, reclaman nuestra ayuda» porque «el miedo e inseguridad de estos les hacía esperar que fueran los del exterior quienes iniciasen el pronunciamiento: se ofrecían a seguir, no a ser los primeros». Poco después Boyd y otros comisionados de Torrijos viajaron a Gibraltar y a su vuelta le convencieron de que la colonia británica era el lugar idóneo desde donde lanzar el "rompimiento".
El 16 de julio de 1830 la Junta de Londres se disolvió y nombró con carácter interino, hasta que se «reuniese libremente la nación», una Comisión Ejecutiva del levantamiento encabezada por el propio Torrijos, como máximo responsable militar, y por Manuel Flores Calderón, expresidente de las Cortes del Trienio Liberal, como autoridad civil. La forma planeada para llegar a Gibraltar tuvo que aplazarse y cambiarse porque la policía británica el 29 de julio impidió que Torrijos y sus seguidores pudieran embarcar en los muelles del Támesis, por lo que finalmente abandonaron Inglaterra un mes más tarde, llegando a Gibraltar a principios de septiembre, vía París y Marsella. En Gibraltar permanecerían todo un año, hasta finales de noviembre de 1831, en una casa de la calle Cuatro Cantos. Según el testigo Enrique M. de Santa Olalla, Torrijos nombró agente secreto en Málaga a su padre, Francisco M. de Santa Olalla, cuya hermana era dueña de la casa que habitaba en Gibraltar. Este último le facilitó un escondite en su propia casa cuando el general visitaba clandestinamente Málaga, para reunirse con los conjurados. Ante los rumores, la casa de Santa Olalla fue registrada pero nunca se logró descubrir la habitación secreta que se había construido para las reuniones. Desde allí Torrijos impulsó varios conatos insurreccionales en febrero y marzo de 1831, que fueron respondidos por una brutal represión del gobierno absolutista de Fernando VII, cuya víctima más famosa fue Mariana Pineda, ejecutada en Granada el 26 de mayo de ese año. Además el gobierno español intentó influir sobre las autoridades británicas del Peñón con el fin de que se procediera a su expulsión.
La primera tentativa de insurrección tuvo lugar en enero de 1831 cuando Torrijos intentó marchar sobre La Línea de la Concepción desde Gibraltar, con el objetivo de alcanzar Algeciras. Unas semanas más tarde, sin que se sepa si tuvieron una relación directa con Torrijos, un grupo de liberales acabó con la vida del gobernador de Cádiz, lo que fue interpretado equivocadamente por la guarnición de San Fernando para iniciar un levantamiento que resultó un fracaso, al mismo tiempo que desde el Campo de Gibraltar había salido un grupo de unos 200 hombres que recorrieron la Serranía de Ronda hasta que fueron capturados por los Voluntarios realistas. Estos movimientos parecían indicar que se estaba preparando un levantamiento generalizado por toda Andalucía que estaría encabezado por Torrijos y por Espoz y Mina, y coordinado desde Madrid por Salustiano de Olózaga. Se llegó a fijar la fecha del 20 de marzo para el levantamiento, pero la polícía del ministro de Gracia y Justicia de Fernando VII, Calomarde, estaba al tanto de los preparativos -algunos de sus agentes se encontraban en Gibraltar siguiendo a Torrijos y a su grupo- y lograron desbaratar el intento. Sin embargo, la situación en Andalucía se mantuvo tensa durante los meses siguientes.

### La trampa

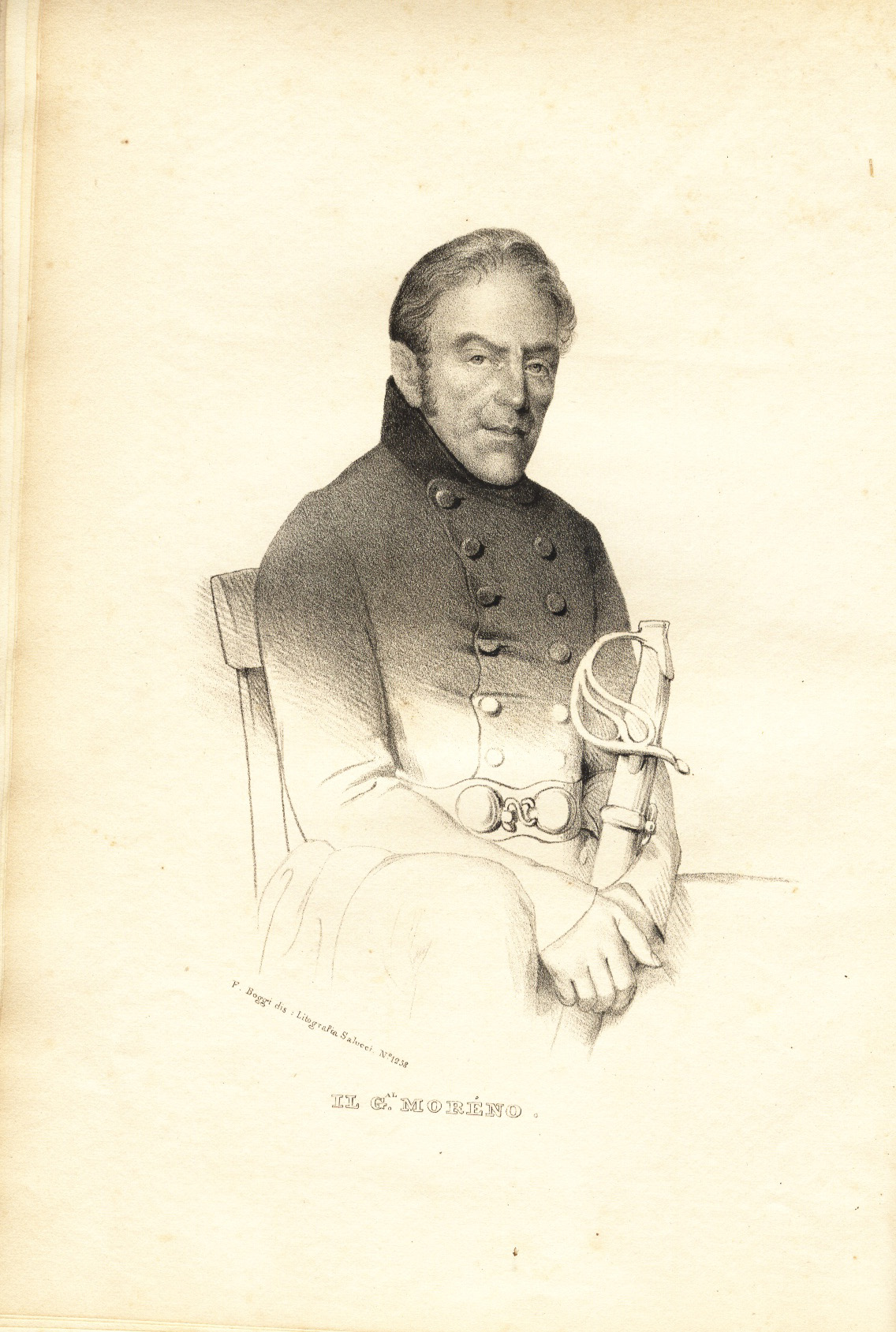
Dibujo de Vicente González Moreno, Viriato, por Isidoro Magués

En septiembre de 1831 el capitán general de Andalucía le propuso al gobierno «apoderarse del caudillo revolucionario Torrijos por sorpresa o estratagema». El principal protagonista de ésta sería el gobernador de Málaga, Vicente González Moreno, quien desde el mes anterior había iniciado una activa correspondencia con Torrijos bajo el seudónimo de Viriato, haciéndose pasar por un liberal que le aseguraba que el mejor lugar para el desembarco sería la costa de Málaga, donde tendría asegurado el apoyo de las guarniciones y donde todos los liberales estaban dispuestos a secundarle.
Desgraciadamente Torrijos hizo más caso a Viriato, y a algún liberal auténtico que también le escribió animándole, que a la Junta de Málaga que intentaba disuadirle de que desembarcara en aquellas costas si no contaba con suficientes fuerzas. Torrijos les contestó airado:

Yo, con los pocos valientes que me acompañen, he ofrecido y repito estar en el punto que se me indique y que nuestra presencia sea la señal del alzamiento [...]. El miedo confunde el patriotismo [...]. Falta energía y sobra voluntad. Todos se comprometen, todos se ofrecen, pero al llegar a obrar todos temen

El 22 de noviembre de 1831, Viriato envió a Gibraltar a un intermediario, un tal Salas, con el fin de coordinar el viaje y el desembarco de Torrijos y su grupo en tierras españolas. La noche del día siguiente, uno de los hombres de Torrijos vio a Salas entrar en la casa del cónsul español en Gibraltar (seguidor de los absolutistas). Esperó a que éste saliera y le preguntó qué hacía allí, pero el intermediador se puso nervioso y no supo qué contestarle. El hombre de Torrijos fue rápidamente a decírselo a éste, pero Torrijos no le dio importancia. El 30 de noviembre, tuvo lugar la reunión de los liberales en el barco Virginia para preparar la salida. En un primer momento «Viriato» le había dicho a Torrijos que desembarcara en la costa de Vélez-Málaga, pero justo antes de partir de Gibraltar le dijo que lo hiciesen mejor en el Rincón de la Victoria, más próximo a Málaga, la capital. 

### El desembarco y la huida

Bandera usada por José María de Torrijos durante el desembarco

El 30 de noviembre partieron de Gibraltar dos embarcaciones con sesenta hombres encabezados por Torrijos, suficientes para el proyecto ya que el desembarco no tenía carácter militar sino que sólo pretendían pisar tierra española y "pronunciarse", lo que constituiría el "rompimiento" que desencadenaría el levantamiento liberal en toda España. Llevaban unos impresos de un Manifiesto a la Nación, además de diversas proclamas. "Como elementos simbólicos, uniformes, banderas tricolores (roja y amarilla, con dos franjas azul celeste) y emblemas con armas de España. Sus lemas: Patria, Libertad e Independencia, y el grito del «rompimiento»: ¡Viva la Libertad!".
La mañana del 2 de diciembre, divisan tierras malagueñas, tras casi cuarenta horas de viaje. Llegando a la costa les sorprende el barco Neptuno, que abre fuego contra los liberales. Torrijos con su catalejo ve el barco que les está haciendo fuego, descubriendo su identidad. Torrijos manda entonces doblar hacia la costa, pero en ese momento, los dos barcos que les han escoltado desde Gibraltar, les atacan. No quedándoles más refugio que la propia tierra, Torrijos y los suyos se apresuran hacia la playa de El Charcón. Entonces el capitán del Neptuno ve que intentan huir por tierra y dispara los cañones del barco contra ellos.
Cargando con sus armas y una bandera, los liberales, junto con su jefe, forman sobre el monte Guajarzos. En ese momento, el capitán del Neptuno mandó disparar dos cañonazos más sobre ellos, que estallaron muy cerca del grupo. Entonces el grupo de Torrijos inicia su camino hacia el interior. En tierra, todo un dispositivo se puso en marcha con el fin de capturarlos compuesto por unidades y voluntarios de todas partes, incluso de fuera de la provincia de Málaga. Torrijos y los suyos deciden avanzar hacia la Sierra de Mijas, y alcanzar las alturas. Detrás queda el valle del Guadalhorce, Málaga y Vélez, es decir, donde se encuentran las personas comprometidas en el plan de Torrijos. Los liberales inician el ascenso hacia Mijas; ellos creen que esta población les prestará ayuda y refugio. Pero, cuando están cerca, en el pueblo se escuchan voces de mando y se divisan formaciones dispuestas a cortarles el paso y capturarles. Los liberales se preparan para rechazar el ataque; Torrijos ordena a sus hombres que bordeen el pueblo por la derecha. En la subida por la vertiente sur de la sierra de Mijas los realistas de Mijas y Marbella les pisaban los talones. Sin embargo, el general decidió arriesgarse continuando su camino hacia Málaga y tras varios días de camino, descienden por la vertiente norte de la Sierra de Mijas y se adentran en el valle del Guadalhorce.
La policía política y los Voluntarios Realistas del pueblo de Alhaurín de la Torre se encuentran en alerta al oír sobre el acercamiento de los liberales. Los realistas salen del pueblo por el camino que va hacia Alhaurín el Grande, y descubren al grupo de Torrijos que iba hacia el pueblo, a la altura del Arroyo del Pinar. Los hombres de Alhaurín de la Torre se ponen en formación de ataque y abren fuego, pero no con la intención de matarlos sino con el fin de ahuyentarlos. Pero los liberales, esquivándolos, escapan, aprovechando el cauce seco del Arroyo del Pinar, y continúan hacia Alhaurín de la Torre, situado a veinte kilómetros de Málaga. Inmediatamente, se enviaron correos a Málaga y Alhaurín el Grande, dando parte del paso de los liberales por el pueblo. La decepción volvía a apoderarse de los liberales, viendo como de nuevo, una población les negaba ayuda.
El problema para Torrijos y los suyos fue que los Voluntarios Realistas habían visto la dirección que tomaron los liberales e informaron a las fuerzas absolutistas que al pueblo fueron llegando procedentes de Ojén, Marbella, Istán, Castanza y Monda.
Se refugiaron en la alquería del Conde de Mollina en Alhaurín de la Torre y allí se asearon y se curaron las heridas. Torrijos sabía que sus hombres necesitaban al menos aquella noche para descansar, pero él todavía no había parado; recorrió todo el recinto de la hacienda y le llamó la atención la antigua torre musulmana en el interior de la alquería, que les podría servir al amanecer para observar si el camino estaba libre de enemigos. Mientras tanto, el enemigo, fuera, iba tomando posiciones.
Con las primeras luces del alba del día 4 de diciembre de 1831, los Voluntarios Realistas de Coín dispararon sus armas para dar a entender a los liberales que ya estaban localizados y que habían sido rodeados. A continuación se inició el ataque. Los liberales, por su parte, abrieron fuego desde el interior. Torrijos, con fuerte voz pidió parlamento. Los oficiales realistas, próximos a la puerta, mandaron alto el fuego a los suyos y uno de ellos se adelantó para hablar con el jefe de los liberales. Apenas iniciado el diálogo sonaron algunas cornetas próximas, que indicaban que nuevas fuerzas se incorporaban al cerco. Con esto se rompió el diálogo y el ataque se reanudó con mayor saña que el anterior.
Pese a todo lo ocurrido, Torrijos no perdía el ánimo y redactó una carta a uno de los comandantes para que se la hiciese llegar a González Moreno, en quien todavía confiaba, donde explicaba que su deseo no era hacer la guerra a los españoles y asimismo le rogaba que acudiera allí. Su principal objetivo era que cesara el fuego. Había que ganar tiempo, pues confiaba que con la llegada del gobernador habría una buena solución para todos.
González Moreno llegó para entrevistarse con Torrijos; sin embargo no se sabe con certeza lo que hablaron. Una teoría es que el gobernador intentara convencer a Torrijos de que se entregase, para, más tarde, cuando llegara el apoyo de los hombres de Vélez, iniciar la insurrección, no convenciendo a Torrijos la oferta que ponía en riesgo a sus hombres. El gobernador le daría entonces una segunda infructuosa opción a Torrijos: que durante la noche él o uno de sus hombres saliese al encuentro de los de Vélez para traerlos al lugar. Torrijos le pidió seis horas de plazo para dar una contestación. Después, si pasaba el plazo y no aparecían las fuerzas liberales tendrían que entregarse todos para no despertar sospechas. Torrijos nuevamente había sido engañado; los batallones de Vélez no existían, ni nunca habían existido.
La larga noche acabó. Torrijos y los demás jefes liberales que creían que todavía algo podía cambiar la situación en la que se encontraban, solicitaron una hora más de tregua, y acabada ésta, otra media, lo cual, terminó desesperando a González Moreno que no le veía fin a aquello. Fue entonces cuando el gobernador amenazó con asaltar la alquería a la fuerza. Torrijos y los suyos hipotéticamente decidirían entonces que alargar el tiempo más sería poner en una difícil postura al que hasta ahora no consideraban su enemigo: González Moreno. Habría que dejarse detener y esperar que en Málaga el curso de los acontecimientos cambiara. El general liberal mandó entonces izar una bandera blanca en el balcón principal de la alquería. En ese momento, los realistas comenzaron a gritar y a disparar sus armas hacia el cielo, felices por haber conseguido la victoria.

### Arresto y muerte
Los liberales fueron saliendo de la alquería, dejando sus armas y su munición. Después los cogieron a todos obligándoles a seguir una marcha forzada hasta la cárcel, lo que le daba a Torrijos una clara visión de que aquello no era lo pactado en confidencia con el gobernador de Málaga. Torrijos había descubierto el engaño, pero ya era tarde. El grupo fue conducido prisionero al Convento de los Carmelitas Descalzos de San Andrés, donde pasarían sus últimas horas.
Al amanecer del domingo 11 de diciembre, que sería el día de su muerte, Torrijos escribió una carta a su esposa, que se había quedado en Londres:

Málaga, Convento de Ntra. Sra. del Carmen el 11 de diciembre de 1831 y último de mi existencia. Amadísima Luisa mía: Voy a morir, pero voy a morir como mueren los valientes. Sabes mis principios, conoces cuán firme he sido en ellos y al ir a perecer pongo mi suerte en la misericordia de Dios, y estimo en poco los juicios que hagan las gentes. Sin embargo, con esta carta recibirás los papeles que mediaron para nuestra entrega para que veas cuán fiel he sido en la carrera de las circunstancias me trazaron, y quise ser víctima por salvar a los demás. Temo no haberlo alcanzado; pero no por eso me arrepiento. De la vida a la muerte solo hay un paso y ese voy a darlo sereno en el cuerpo y en el espíritu [...]. Ten la satisfacción de que hasta mi último aliento te he amado con todo mi corazón

A las once y media de la mañana de ese día, Torrijos y sus 52 compañeros fueron fusilados sin juicio previo en dos grupos en la playa de San Andrés de Málaga. "En el primero se encontraba Torrijos, a quien no se le permitió mandar el pelotón de ejecución, como había solicitado". Entre los fusilados se encontraba un niño que hacía las funciones de grumete.
La esposa de Torrijos en cuanto recibió la carta se fue rápidamente a París para implorar la intervención de la propia reina de los franceses ante Fernando VII y solicitar clemencia. Cuando estaba en Bayona, dispuesta a cruzar la frontera, conoció la noticia de que su marido y sus compañeros habían sido fusilados en Málaga.

## Memoria histórica

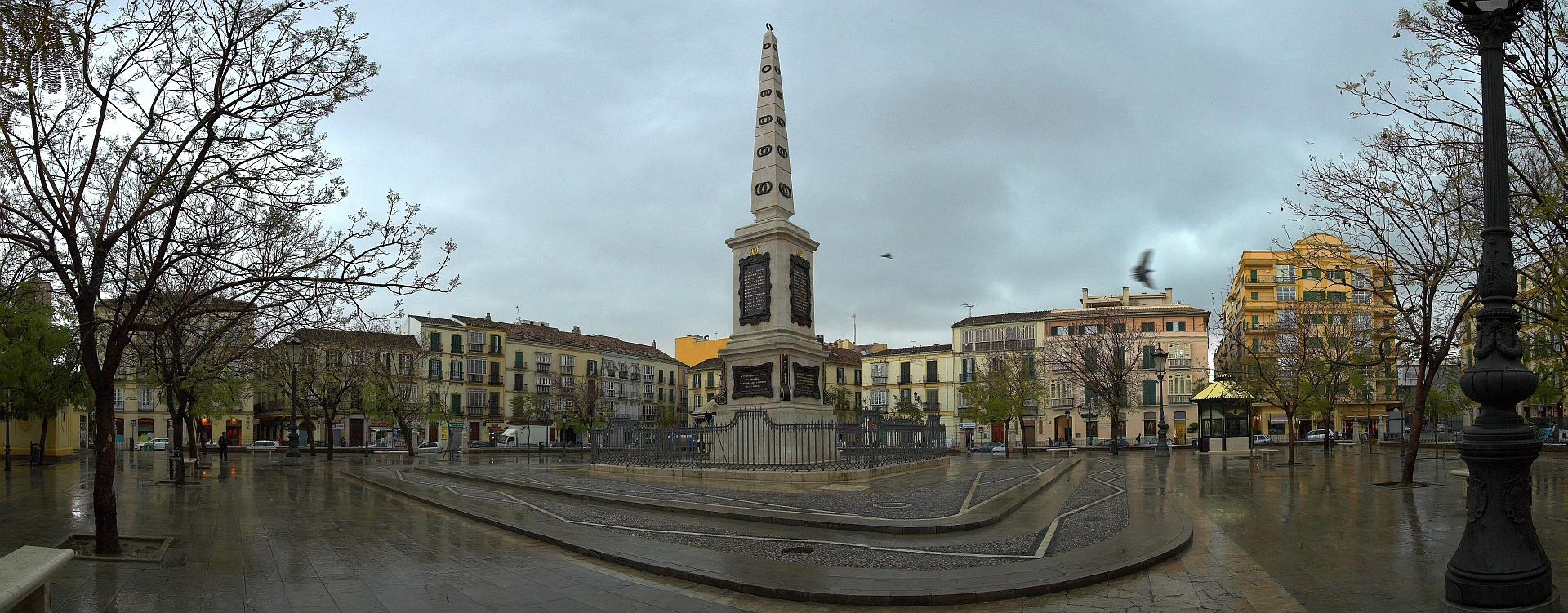
Monumento a Torrijos en la plaza de la Merced de Málaga.

Según su biógrafa más reciente, la historiadora Irene Castells, Torrijos fue un "liberal utópico", entendiendo "la categoría de utópico en su sentido histórico, en la del que aspira a un objetivo noble convencido de su necesidad y viabilidad hasta tanto la realidad no le demuestre lo contrario. La insurrección que buscaban estos liberales, con Torrijos a la cabeza, en su último intento desesperado, era arriesgada; pero la veían necesaria y posible. Se convirtió en utópica tras los fusilamientos de Málaga, no antes. [...] Ante el fracaso de su intento en las playas malagueñas, él seguiría creyendo que el mañana era la caída del absolutismo y el triunfo de la libertad y la Constitución. Incluso en términos de resultados, no cabe duda que este esfuerzo heroico de Torrijos y sus compañeros contribuyó al debilitamiento del régimen absolutista y facilitó el camino de la revolución liberal en España".
Nada más conocer su muerte, el poeta liberal José de Espronceda escribió este soneto, en honor a Torrijos:

 A la muerte de Torrijos y sus compañeros 
Helos allí: junto a la mar bravía
cadáveres están ¡ay! los que fueron
honra del libre, y con su muerte dieron
almas al cielo, a España nombradía.
Ansia de patria y libertad henchía
sus nobles pechos que jamás temieron,
y las costas de Málaga los vieron
cual sol de gloria en desdichado día.
Españoles, llorad; mas vuestro llanto
lágrimas de dolor y sangre sean,
sangre que ahogue a siervos y opresores,
y los viles tiranos con espanto
siempre delante amenazando vean
alzarse sus espectros vengadores.

Ignacio López Pinto, hermano de uno de los fusilados en Málaga y diputado del Congreso de Diputados en 1837, dijo ante la Cámara el 5 de julio:

Señores: se ha presentado esta tenacidad y constancia de Torrijos y sus compañeros, que nada podía abatir, como una especie de manía o locura [...]. Se ha afirmado también que era una temeridad. Señores, dichosas las naciones que en las crisis políticas encuentran hombres semejantes a aquellos. Los opresores... no humillarían por siglos enteros los derechos de la humanidad y la filosofía

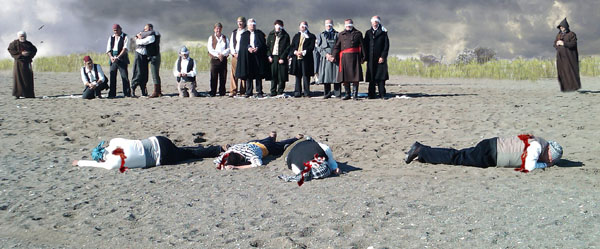
Representación de la "Asociación Torrijos por la Libertad" del fusilamiento de Torrijos, el 6 de diciembre de 2009.

Por su parte, la esposa de Torrijos, Luisa Sáenz de Viniegra, "dedicó el resto de su vida a reivindicar la memoria de su esposo y a escribir una biografía con gran objetividad y rigor, saliendo al paso de cuantas inexactitudes se publicaron sobre él y recopilando todos los documentos que pudo reunir de la conspiración. [...] Recibió, tras la muerte de Fernando VII, los títulos de condesa de Torrijos [en 1837] y de vizcondesa de Fuengirola [en 1838]".
En 1938, en plena guerra civil española, el poeta Antonio Machado escribió un artículo publicado en Nuestra Bandera con el título «Torrijos y sus compañeros» en el que trazó un paralelismo entre lo sucedido en las costas de Málaga en 1831 y en 1937 y entre Vicente González Moreno («Viriato») y los jefes militares sublevados:

Pensad en lo que han visto las costas de Málaga aquel día, en lo han visto más de un siglo después, en lo que pueden ver todavía. La España joven, que mira hacia el futuro, vilmente asesinada; la infatigable primavera española, que tantas veces ha florecido con sangre, ahogada por el muérdago, consumida por la cizaña de la abyección y de la vejez.. Porque González Moreno, el tigre de Málaga, traidor a su pueblo..., forma parte de una abominable tradición de felones y de verdugos, que todavía hoy no se ha extinguido en España. Todos sabemos cómo se llaman los González Moreno de nuestros tiempos.

En la recuperación de la memoria histórica de la figura de Torrijos destaca la minuciosa investigación dirigida por Jon Valera Muñoz de Toro para descubrir el lugar exacto de su casa natal, el número 28 de calle Preciados, hoy número 32, donde hoy se encuentra restituida una placa que lo recuerda.
Los restos de Torrijos y sus compañeros fusilados están enterrados en una cripta situada en la plaza de la Merced del centro de la ciudad de Málaga, donde se erige un obelisco en la memoria de todos ellos  obra del arquitecto malagueño Rafael Mitjana. También existe en Málaga un monumento conmemorativo situado en el lugar exacto donde ocurrieron los fusilamientos, en el paseo Marítimo Antonio Machado, entonces la playa de San Andrés.